# Albert R. Broccoli
Albert Romolo Broccoli (Nueva York; 5 de abril de 1909 - Beverly Hills, 27 de junio de 1996), más conocido como "Cubby" Broccoli, fue un productor de cine cuya contribución más conocida es la producción de una importante serie de películas: la saga de James Bond. Fue ganador de un Premio Oscar como productor cinematográfico y produjo más de 40 películas, habitualmente en el Reino Unido y para los Estudios Pinewood. Fue cofundador de Danjaq, LLC y Eon Productions(Balio, 1987, p. 278)(Cork y Stutz, 2002, p. 15).

## Biografía
Hijo del matrimonio de Christina y Giovanni Broccoli. Su primo, Pat DiCicco, lo llamaba Cubby, porque a Albert le encantaba leer las historietas de Kabibble, en las cuales había un personaje llamado así. Trabajó en una farmacia y luego como fabricante de féretros, pero al visitar a su primo en Los Ángeles, se empezó a interesar por el cine. Pat, su primo, era agente de actores, y permitió a Cubby conocer a estrellas como Randolph Scott, Cary Grant y Bob Hope. Se lo considera uno de los responsables, junto al actor Wallace Beery, de la muerte del comediante Ted Healy en diciembre de 1937. Ted había estado bebiendo en el night club Trocadero en Sunset Strip y estalló una pelea entre él y tres compañeros de colegio. Ted los insultó y les dijo que salieran del club para encargarse de ellos, uno a la vez. Pero una vez fuera, Ted no tuvo oportunidad de levantar sus puños porque los tres hombres se abalanzaron sobre él, lo noquearon y lo patearon en la cabeza, las costillas y el estómago. El amigo de Healy, Joe Frisco, se hizo presente, lo levantó de la vereda y lo llevó a su apartamento, donde Ted murió de lo que médicos oficiales primero declararon como conmoción cerebral.
Aunque las sospechas más firmes indican al actor Wallace Beery como el responsable de su muerte. Aparentemente Beery, el gánster Pat DiCicco y su primo Albert R. Broccoli (y no los tres colegiales) fueron quienes estaban presentes en el night club, y provocaron una pelea con Healy que derivó en su muerte. Para cubrir este incidente, MGM envió a Beery de vacaciones a Europa por un tiempo.
En 1941, se casó con la actriz Gloria Blondell (hermana de Joan Blondell), y comenzó a interesarse en hacer películas. Ese año, la 20th Century Fox le ofreció el cargo de asistente de dirección en la película The Outlaw, dirigida por Howard Hawks y producida por su gran amigo Howard Hughes. Desde ese momento, Broccoli fue convocado para ser asistente en películas como The Black Swan y The Song of Bernardette.
En la Segunda Guerra Mundial, Cubby se unió a la Marina de los Estados UnidosDonati, William (2011). The Life and Death of Thelma Todd. McFarland & Company. p. 70. ISBN 978-0-7864-6518-7. Consultado el 24 de marzo de 2025.. En ese momento, Gloria y él se divorciaron. Tras la guerra, Cubby volvió a la industria del cine y en 1946, Pat le consiguió trabajo como encargado de producción en una película llamada Avalanche, lo que inició la amistad de Broccoli con el director Irving Allen. Debido a los pobres resultados en taquilla de Avalanche, Cubby mantuvo otros negocios, como el de vendedor de árboles navideños en Beverly Hills, donde conoció a Dana Wilson, quién más tarde sería su mujer. Al mismo tiempo, Broccoli trabajó como representante de estrellas como Robert Wagner y Lana Turner.
En 1951, Broccoli contrajo matrimonio con Nerda Clark y creó Warwick Productions con Irving Allen. Esta se convirtió en una exitosa compañía de cine independiente basada en Londres. Algunas películas producidas por esta compañía fueron The Red Beret (conocida también como Paratrooper), Safari, Zarak y The Bandit of Zhobe.
Debido a la incapacidad de Nerda para tener hijos, adoptaron a Tony y, un año más tarde, Nerda finalmente quedó embarazada de Tina. Poco después, Nerda murió de cáncer en Nueva York. Cubby se reencontró con Dana Wilson, de la que se enamoró perdidamente, y poco tiempo después se casaron. Mientras tanto, Irving Allen y Cubby hicieron un trato con Columbia Pictures para producir The trials of Oscar Wilde, una película que sería un éxito de taquilla. El 18 de junio de 1960, Dana da a luz a la niña Barbara Dana Broccoli.
Una de las ambiciones de Cubby era "hacer las novelas de Ian Fleming". Cubby se encontró con Harry Saltzman, quien tenía los derechos del personaje de 007. Los dos formaron Eon Productions para hacer el primer film de 007, Dr. No. Como necesitaban dinero, se encontraron con Arthur Krim, presidente de United Artists, con quien, en 1962, acordaron filmar Dr. No, y eligieron a Sean Connery para el papel de James Bond.
En 1963, Broccoli y Saltzman producen el film Call me Bwana, protagonizado por Anita Ekberg y Bob Hope, y en donde actúa Mai Ling, quien trabajó como chica Bond en Goldfinger y Sólo se vive dos veces. Cabe destacar que el póster de este film aparece en el siguiente film de 007, Desde Rusia con amor', como guarida del villano Krilencu.... Broccoli y Saltzman producen las películas Desde Rusia con amor, Goldfinger, Thunderball, y Sólo se vive dos veces. En 1968, producen otra obra de Ian Fleming, Chitty Chitty Bang Bang, protagonizada por Dick Van Dyke y algunas estrellas Bond como Gert Frobe y Desmond Llewelyn.
También producen On Her Majesty's Secret Service, Diamantes para la eternidad, Vive y deja morir y El hombre de la pistola de oro, pero Saltzman se retira, dejando a Cubby solo para producir La espía que me amó, que se convirtió en un éxito impresionante de taquilla. Desde ese momento, Barbara Broccoli y el hijastro de Cubby, Michael G. Wilson, se unen para colaborar con Cubby en la saga Bond. En 1981, se estrena For Your Eyes Only, y Broccoli era galardonado con el premio Thalberg por su trayectoria, que fue entregado por Roger Moore durante la entrega de los Oscars. Broccoli agradeció a todos los que lo ayudaron a crecer, entre ellos a Irving Allen y Harry Saltzman. Licencia para matar, en 1989, fue el último film que Cubby produjo, y, para la siguiente aventura de 007, GoldenEye, Cubby le entregó su cargo a su hijastro Michael G. Wilson y a su hija Barbara Broccoli aunque también produjo la película como Productor Consultor aunque acreditado como presentador (como en la mayoría de los filmes de Bond).
Como entusiasta de las carreras de caballos ganó con Brocco, la Copa Juvenil Breeders en Santa Anita Park en Arcadia, California. Realizó también un libro autobiográfico llamado When The Snow Melts.
Murió en su casa de Beverly Hills en 1996 a la edad de 87 años de un fallo cardíaco después de haber sido sometido a un triple bypass ese mismo año. Fue enterrado en el cementerio de Forest Lawn - Hollywood Hills en Los Ángeles.

## Premios y labor humanitaria
Premios Óscar
| Año  | Categoría              | Resultado |
| ---- | ---------------------- | --------- |
| 1982 | Premio Irving Thalberg | Ganador   |

## Filmografía

### Productor junto a Irving Allen
- The Red Beret (1953)
- Hell Below Zero (1954)
- The Black Knight (1954)
- Safari (1956)
- Odongo (1956)
- Zarak (1957)
- Interpol (1957)
- Fire Down Below (1957)
- How to Murder a Rich Uncle (1957)
- High Flight (1957)
- No Time to Die (1958)
- The Man Inside (1958)
- Idol on Parade (1959)
- The Bandit of Zhobe (1959)
- The Trials of Oscar Wilde (1960)

### Productor ejecutivo junto a Irving Allen
- A Prize of Gold (1955)
- Killers of Kilimanjaro (1959)

### Productor junto a Phil C. Samuel
- The Cockleshell Heroes (1955)

### Productor junto a Howard Huth
- Jazz Boat (1960)

### Productor junto a Harry Saltzman
- Dr. No (1962)
- From Russia with Love (1963)
- Goldfinger (1964)
- You Only Live Twice (1967)
- On Her Majesty's Secret Service (1969)
- Diamonds Are Forever (1971)
- Live and Let Die (1973)
- The Man with the Golden Gun (1974)

### Productor ejecutivo junto a Harry Saltzman
- Thunderball (1965) (producida por Kevin McClory)

### Productor (en solitario)
- Call Me Bwana (1963)
- Chitty Chitty Bang Bang (1968)
- The Spy Who Loved Me (1977)
- Moonraker (1979)
- For Your Eyes Only (1981)
- Octopussy (1983)

### Productor junto a Michael G. Wilson
- A View to a Kill (1985)
- The Living Daylights (1987)
- Licence to Kill (1989)

### Productor consultor
- GoldenEye (1995) (acreditado como presentador)

### Cameos
- Fire Down Below (1957) – Contrabandista de drogas
- Moonraker (1979) – Turista en Venecia junto a su esposa Dana Broccoli